# Ferdinand Löwe
Ferdinand Löwe (ur. 19 lutego 1865 w Wiedniu, zm. 6 stycznia 1925 tamże) – austriacki dyrygent, pedagog i pianista; popularyzator twórczości Antona Brucknera.

## Życiorys
Studiował w Konserwatorium Wiedeńskim grę fortepianową u Josefa Dachsa oraz teorię muzyki u Antona Brucknera i Franza Krenna. W latach 1884–1897 prowadził w tymże Konserwatorium klasę fortepianu oraz wykładał chóralistykę. W 1919, po reorganizacji Konserwatorium, został wybrany dyrektorem; stanowisko to piastował do 1922.
Poza działalnością pedagogiczną, Löwe był przede wszystkim dyrygentem koncertowym. Pierwszym ważnym sukcesem w jego karierze dyrygenckiej było poprowadzenie premiery V Symfonii Brucknera, w wykonaniu monachijskiej Kaim-Orchester, późniejszej Filharmonii Monachijskiej, w sezonie 1897/1898. Do Monachium powrócił w 1908 jako dyrektor orkiestry i sprawował tę funkcję do 1914. Dał wówczas wiele prawykonań utworów Brucknera i ustanowił trwającą do dziś tradycję wykonywania przez orkiestrę jego dzieł.
W latach 1896–1898 był dyrygentem Wiener Singverein. W sezonie 1898/1899 dyrygował w Operze Wiedeńskej, był tam też odpowiedzialny za repertuar. W latach 1900–1904 dyrygował w Wiener Musikverein. Począwszy od 1907 każdego roku prowadził koncerty w Budapeszcie, a od 1916 również w Berlinie. Poprowadził w sumie około 70 prawykonań, w tym m.in. pierwsze wiedeńskie wykonanie kompozycji symfonicznej Mahlera (Andante z II Symfonia c-moll „Zmartwychwstanie”) w 1898 oraz prawykonanie IX Symfonii d-moll Brucknera w 1903. 
Löwe był także ceniony jako pianista i kameralista, szczególnie za interpretację utworów Brahmsa. Jednak pamiętany jest przede wszystkim za rolę jaką odegrał w popularyzacji muzyki Brucknera. W latach 80. XIX wieku dał serię prawykonań Brucknerowskich symfonii w transkrypcjach własnych i Josefa Schalka na fortepian na cztery ręce i solo. Jego premierowym występem jako dyrygenta było poprowadzenie III Symfonii d-moll Brucknera w 1892. Przez całą swoją karierę nieprzerwanie grał Brucknera oraz dyrygował pełnymi cyklami jego symfonii w Wiedniu w latach 1910–1911 i 1923–1924, a także w Monachium w latach 1911–1912. 

### Kontrowersje
W 1903 Löwe dał w Wiedniu pośmiertne prawykonanie trzech ukończonych części niedokończonej IX Symfonii d-moll Brucknera. Koncert cieszył się wielkim powodzeniem i wielokrotnie go powtarzano. Był jednak oparty na własnej wersji wykonawczej Löwego, wprowadzającej wiele dodatkowych oznaczeń dynamiki i tempa, zmodyfikowaną instrumentację, a w kilku znaczących przypadkach również zmiękczenie harmonicznych dysonansów. W tej właśnie wersji ukazało się w 1903 pierwsze wydanie owej symfonii, z oznaczeniem „zredagowana przez Ferdinanda Löwego”. Jednak pomimo takiej adnotacji, po śmierci Löwego edycja ta przez dziecięciolecia była powszechnie lekceważona jako rażące zniekształcenie kompozytorskiego zamysłu Brucknera. 
Löwe był również szeroko krytykowany za sugerowanie Brucknerowi zmian w orkiestracji ostatecznej wersji IV Symfonii Es-dur, podczas jej trzeciej rewizji dokonanej w 1888, w której prawdopodobnie uczestniczyli również bracia Schalk (Josef i Franz). Jednak zdaniem Benjamina Korstvedta zarzut ten wydaje się być niesłuszny, ponieważ rewizja dokonana była pod nadzorem Brucknera, a opublikowana wersja została przez niego zatwierdzona.